# Kapelusz pełen nieba
Kapelusz pełen nieba (ang. A Hat Full of Sky) – humorystyczna powieść fantasy Terry’ego Pratchetta, wydana w 2004 r. (oryginalne ISBN 0-385-60736-9). Jest to trzydziesta druga część cyklu Świat Dysku i trzecia książka z tej serii skierowana do młodszych czytelników. Powieść ta jest drugą częścią podcyklu o Tiffany Obolałej (w oryginale: Tiffany Aching, w tłumaczeniu Doroty Malinowskiej-Grupińskiej: Akwila Dokuczliwa), małej czarownicy (pierwsza to Wolni Ciut Ludzie).
Pierwsze polskie wydanie ukazało się w sierpniu 2005 w tłumaczeniu Doroty Malinowskiej-Grupińskiej, z pominięciem oryginalnej chronologii cyklu (po Bogowie, honor, Ankh-Morpork zamiast po Potwornym regimencie). Drugie wydanie w tłumaczeniu Piotra W. Cholewy ukazało się w marcu 2011.